# Бечирбегович, Энис
Энис Бечирбегович (босн. Enis Bećirbegović; 2 августа 1976, Сараево, СФРЮ) — югославский и боснийский горнолыжник, участник Олимпийских игр 1992, 1994, 1998 и 2002 годов.

## Биография
Участник клуба Железничар. На Олимпийских играх в разные годы выступал в слаломе, гигантском слаломе и супергиганте.
На церемонии открытия XIX Олимпийских зимних игр в Солт-Лейк-Сити нёс флаг своей страны.